# Attelabus sulcifrons
Attelabus sulcifrons es una especie de coleóptero de la familia Attelabidae.

## Distribución geográfica
Habita en Armenia, Bulgaria, Georgia, Grecia,  Irak, Macedonia, Siria y Turquía.